# Radoslav Kvapil
Radoslav Kvapil (Brno, 15 de marzo de 1934) es un pianista checo de renombre internacional. A finales del siglo XX, dedicó sus programas de conciertos a obras de Frédéric Chopin, especialmente en Francia, en el Festival Internacional de Piano Chopin de Nohant. 

## Biografía
Kvapil comenzó sus lecciones de piano cuando era niño con Ludvík Kundera de la Academia de Brno. Kundera fue alumno de Janácek, así como sucesor de Janácek en la Academia, por lo que Kvapil aprendió mucho sobre la vida y obra del compositor de casi primera mano. Kvapil hizo su debut en concierto en 1950 y ganó el Concurso Janácek de 1958. Su familiaridad e investigación sobre la música de Dvořák, a veces colaborando con Jarmil Burghauser, lo llevó a hacer la primera grabación de sus obras completas para piano para el sello Supraphon a fines de los años 60 y a fundar la Sociedad Internacional Dvorák en 1994. A mediados de los años 1990 grabó ocho discos de música checa para solo piano desde Voříšek a Suk, pero también ha realizado grabaciones de Chopin, Schubert, música de cámara checa y conciertos para piano.
Ha actuado en los escenarios más importantes del mundo y es ampliamente reconocido como intérprete experto en música de piano checa. También ha grabado los Estudios de Chopin (coprod. Amat / Jean-Pierre Thiollet, 1999).
Desde principios de la década de 2000, ha residido con mayor frecuencia en Praga. El 21 de octubre de 2016, Radoslav ofreció un recital de Beethoven, Chopin, Dvořák, Janáček y Martinu en la iglesia parroquial de Santa María en Hay-on-Wye. Recientemente ha grabado un CD de Chopin: Complete Ballades & Impromptus, con algunas de las cuales actuó en el concierto. Imparte también clases magistrales.